# Protodrilus litoralis
Protodrilus litoralis är en ringmaskart som beskrevs av Von Nordheim 1989. Protodrilus litoralis ingår i släktet Protodrilus och familjen Protodrilidae. Inga underarter finns listade i Catalogue of Life.